# Saint-Didier-sur-Arroux
Saint-Didier-sur-Arroux è un comune francese di 253 abitanti situato nel dipartimento della Saona e Loira nella regione della Borgogna-Franca Contea.

## Società

### Evoluzione demografica
Abitanti censiti